# Саляхов, Рабис Магалимович
Рабис Магалимович Саляхов (тат. Рабис Мөгаллим улы Сәлахов; род. 10 декабря 1958, Староактау, Буздякский район, Башкирская АССР, РСФСР, СССР) — советский и российский татарский художник, живописец, керамист, дизайнер. Народный художник Республики Татарстан (2018), заслуженный деятель искусств Республики Татарстан (2006).

## Биография
Рабис Магалимович Саляхов родился 10 декабря 1958 года в селе Староактау Буздякского района Башкирской АССР. Из крестьянской семьи.
В 1982 году окончил Уфимское училище искусств, где учился у В. Н. Пегова, Т. П. Нечаевой, В. Г. Кузнецовой. После получения образования переехал в Елабугу. Некоторое время трудился старшим художником в художественных мастерских отдела культуры районного исполнительного комитета, а затем занимался восстановлением керамического производства на химическом заводе имени Л. Я. Карпова в Менделеевске. В 1985 году начал работать в художественно-производственном участке Татарского художественного фонда в Набережных Челнах, в 1990 году переведён в Елабугу для организации творческих мастерских.
В 1994 году стал членом Союза художников Республики Татарстан, занимает пост заместителя председателя регионального отделения Союза художников России по РТ. С 2000 года участвует в работе арт-группы Тамга, объединяющей художников из разных городов республики. Вместе с художником С. М. Гилязетдиновым выступил организатором и куратором ряда симпозиумов по современному искусству, которые проводятся в Елабуге и с 2010 года получили статус международных. Ныне живёт и работает в Казани. В 2022 году отметил 65-летний юбилей.
Выставляется с 1971 года, неоднократно участвовал в республиканских, всетатарских, всесоюзных, всероссийских и международных выставках. Персональные выставки проходили в Казани (1994, 2002, 2008, 2023), Елабуге, Набережных Челнах, Альметьевске, Уфе, ряде других городов. Произведения Саляхова находится в собраниях Государственного музея изобразительных искусств Республики Татарстан, Национального культурного центра «Казань», Елабужского историко-архитектурного и художественного музея-заповедника, Болгарского историко-архитектурного музея-заповедника, Тольяттинского художественного музея, Козьмодемьянского культурно-исторического музейного комплекса, Хакасского национального краеведческого музея имени Л. Р. Кызласова, Башкирского государственного художественного музея имени М. В. Нестерова, а также в частных коллекциях.

## Очерк творчества

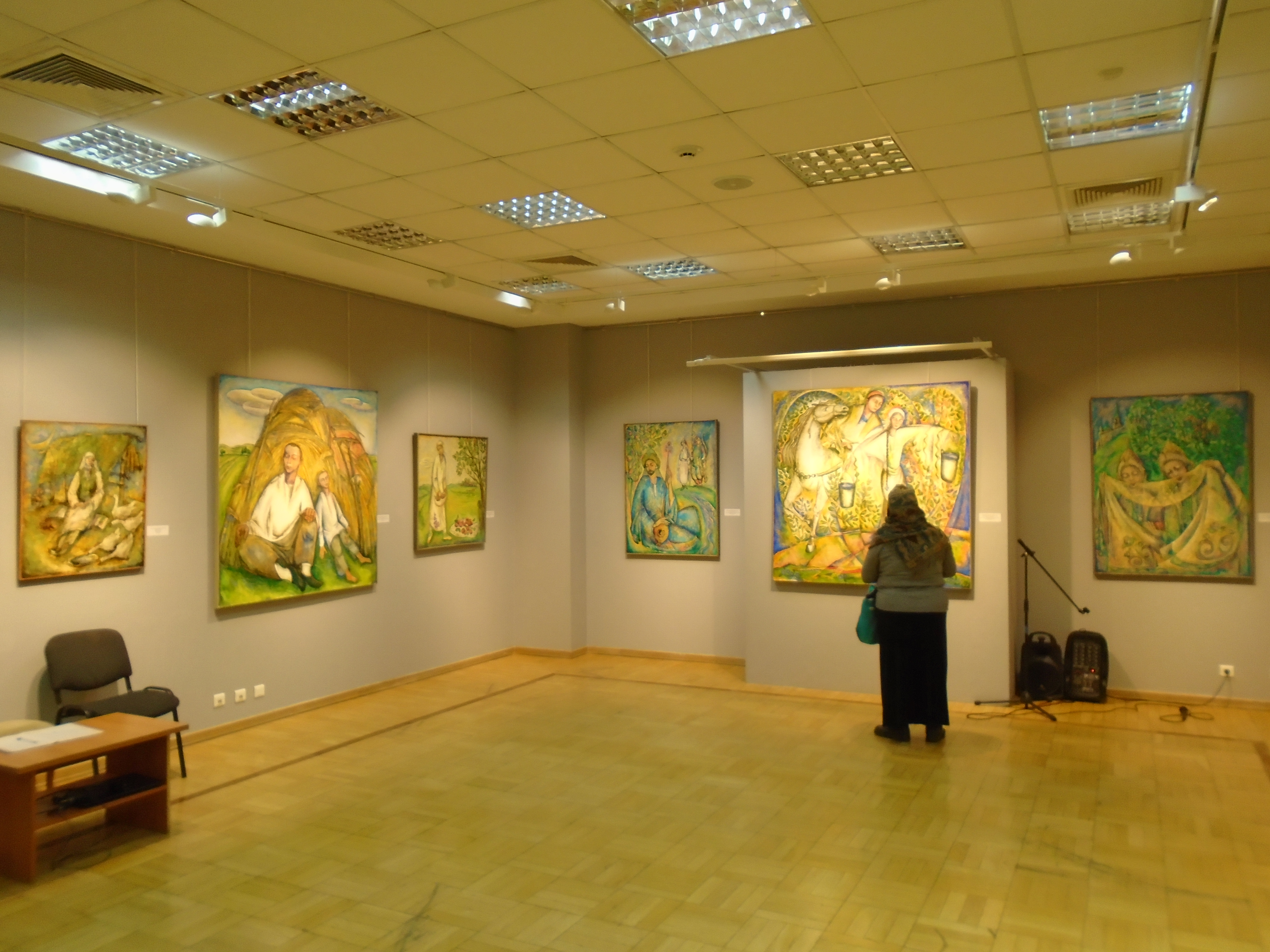
Выставка Саляхова, 2023 год

Свою профессиональную деятельность начал в Елабуге и вскоре стал одним из ведущих художников города благодаря своему нестандартному подходу к решению творческой задачи, умению превращать чисто утилитарные предметы в настоящие произведения искусства со свойственным им философским наполнением и пластической образностью. Поначалу выступал как керамист, став автором уникальных выставочных декоративных блюд, ваз, чаш, тарелок, кувшинов, изготовленных из шамотной массы и гончарной глины в технике свободной лепки и восстановительного обжига с использованием солей металлов (серебро, медь), глазури, цветной поливы, которые по своему сдержанному колориту и архическому орнаменту тесно связаны с древней народной культурой. Критикой особенно выделяются декоративные блюда «Незабудка» и «Рябина» (все — 1983), наборы и комплекты керамических изделий «Суык су» (1986) и Болгар (1987), кувшины «Городище», «Майский вечер», «Салават купере», «Курай» (все — 1992). Одновременно с малыми формами, Саляхов также занялся оформлением интерьеров зданий монументальными работами, в частности, им были выполнены панно «Озерцо» в доме культуры «Нефтяник» в Уфе (1980), рельефы в Елабужском родильном доме (1989), керамический рельеф «Времена года» в Доме книги в Елабуге (1990), объёмно-пространственные композиции и декоративные вазы для местных детских садов (1988, 1992).
С конца 1980-х годов плодотворно занимается живописью в её станковых формах преимущественно тематического жанра, где использует образную символику, колористическую гамму и декоративную систему, которые присущи татарскому народному искусству. В живописи первоначально начинал с пейзажей, наполненных ярким и светлым мировосприятием. В 1990-х годах перешёл к натюрморту, в котором делал упор на выявление внутренней связи вещей, пластику формы, эстетическую ценность предметности, одновременно активно изучал искусство прошлого и начал тяготеть к художественной системе «бубновых валетов». Многим полотнам художника присущи черты, характерные для керамики — как в цветовом или фактурном плане, так и относительно стилистических приёмов, любви к сказочному материалу. Обращение к татарскому национальному фольклору, легендам, поэзии является одним из основых мотивов в творчестве Саляхова — такие его работы наполнены луноликими красавицами, райскими цветами, божественными птицами, сказочными животными. Прибегая к сдержанной палитре, создаёт при этом выразительную цветовую гармонию, наполненную многоцветьем красок и нарочитой декоративностью, а также самобытными и запоминающимися образами.

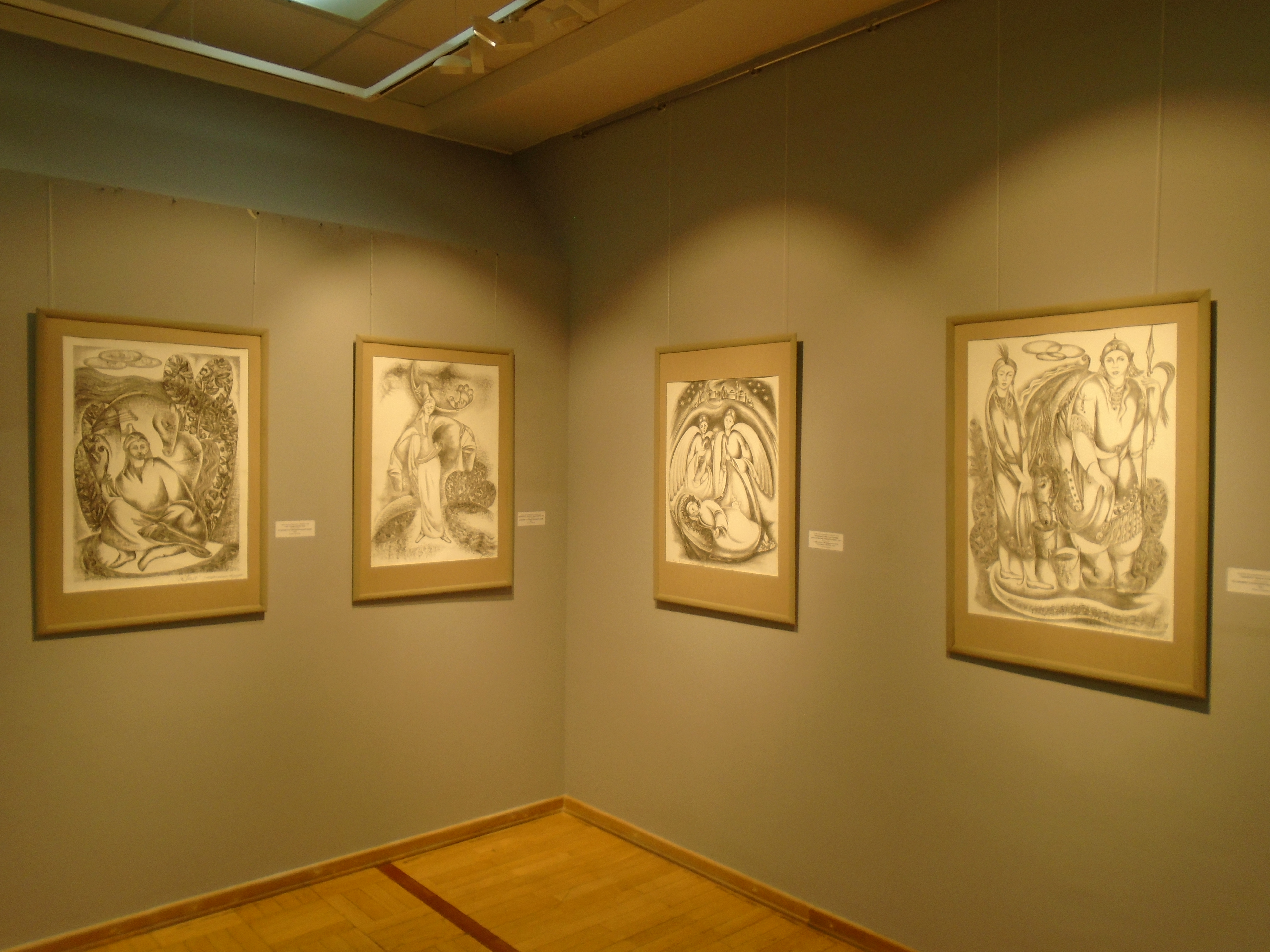
Графика Саляхова

Творчество Саляхова относится критиками к жанру национального романтизма, выразившимся в сплаве номаторских течений авангардизма и модернизма с татарским искусством. Часто он обращается к воспоминаниям о своём детстве в татарской деревне, наделяя образы деревенских жителей приметами органического слияния человека c окружающим миром. Немаловажное значение для него имеет и тема женского начала жизни, источника любви, взаимопонимания, дружелюбия, внутренней теплоты, домашнего уюта. Тему Великой Отечественной войны Саляхов в своём творчестве также раскрывает через образ женщины, труженицы тыла. Серьёзно интересуется он также тюркской мифологией и евразийской культурой, что выражается в многочисленных вариациях сюжетов на темы жизни степных всадников и воинов. В числе основных живописных произведений критикой отмечены «Аптечный домик», «Подмонастырка» (все — 1989), «Голубой пейзаж» (1991), «Синь» (1993), «Старый город» (1993), «Чишмә башы» (1996), «Япанчы. Страж степей», «Яблоко царицы» (все — 2002), а также серия работ для передвижной художественной выставки «Кочующие свитки — habar» (2006), циклы полотен «Саиф Сараи» (2005), «Елабужская легенда» (2007), «Дала җыры» и «Кызлар тавы» (все — 2009). В последние годы создал ряд живописных произведений по мотивам таких татарских народных песен как, например, «Рушан йолдыз», «Тәфтиләү», «Сиблә чәчем», «Казан сөлгесе». Также занимается графикой, в которой достиг значительного успеха.
Одновременно с живописным творчеством активно занимался дизайном, плодотворно сотрудничал с Елабужским государственным историко-архитектурным и художественным музеем-заповедником, где, в частности, оформил интерьеры литературного музея М. И. Цветаевой (2005), музея-усадьбы Н. А. Дуровой (2006), музея истории города, музея уездной медицины имени В. М. Бехтерева (оба — 2007), художественной галереи Елабуги (2008), участвовал в работах по реставрации Покровской церкви и Спасского собора, выступил автором проекта общего благоустройства территории Елабужского городища, а также краеведческого музея в Арске (оба — 2009). Также является автором орнаментальных изразцов в технике ручной гипсовой формовки для Соборной мечети в Елабуге (1993), где выступил автором проекта и оформителем интерьеры молельного зала (2003).

## Награды
- Почётное звание «Народный художник Республики Татарстан» (2018 год) — за большой вклад в развитие изобразительного искусства и многолетнюю плодотворную творческую деятельность[21][22].
- Почётное звание «Заслуженный деятель искусств Республики Татарстан» (2006 год) — за большой вклад в развитие изобразительного искусства[1][23].
- Премия имени Баки Урманче в номинации «Живопись» (2012 год) — за серию работ («Смотрины», «Алтынчеч», «Блины на праздник»)[24][25].
- Нагрудный знак «За достижения в культуре» министерства культуры Республики Татарстан (2006 год)[5].

## Личная жизнь
Жена — Альфия Флюровна, есть сыновья.